# Melanie Hasler
Melanie Hasler (* 16. Mai 1998 in Zürich) ist eine Schweizer Bobfahrerin, welche als Pilotin aktiv ist.

## Karriere

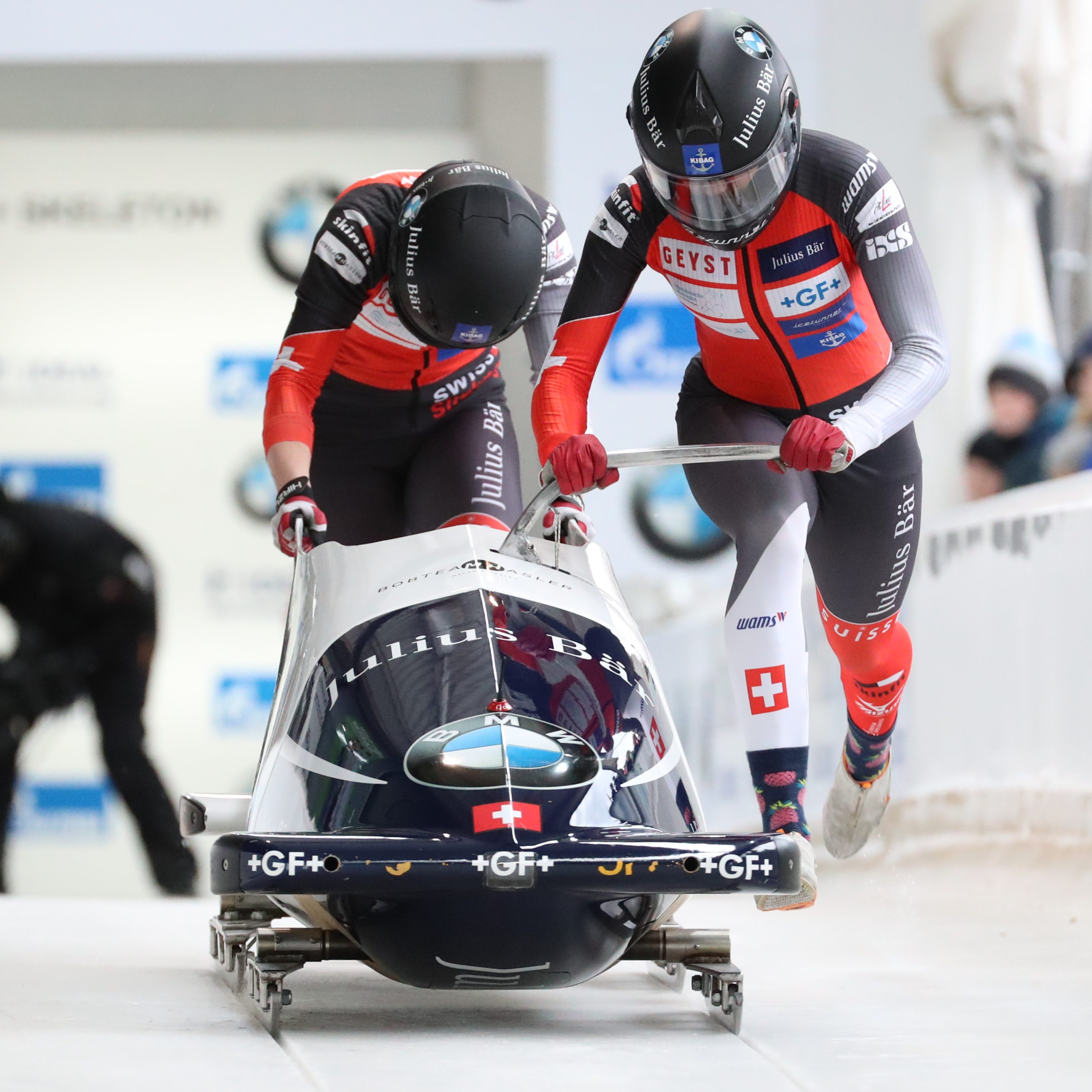
Melanie Hasler zusammen mit Jasmin Näf bei den Bob- und Skeleton-Weltmeisterschaften 2020 in Altenberg

Die ehemalige Volleyballspielerin wechselte 2017 zum Bobsport und wurde zur Pilotin ausgebildet. In der Saison 2017/18 startete sie noch nicht als Pilotin, sondern wurde von Swiss Sliding als Anschieberin eingesetzt. Am 12. November 2017 debütierte sie als Anschieberin von Martina Fontanive im Europacup, und in der norwegischen Gemeinde Lillehammer belegten sie gemeinsam den fünften Platz. Am 5. Januar 2018 startete sie beim Europacup in Innsbruck als Anschieberin von Jasmin Näf, und sie beendeten den Wettbewerb gemeinsam auf den achten Platz. Gemeinsam gingen sie auch am 27. Januar 2018 im schweizerischen St. Moritz bei den Juniorenweltmeisterschaften an den Start und belegten dabei in der «normalen» Wertung den 13. Platz und in der U23-Wertung den siebten Platz.
Zur Saison 2018/19 wechselte sie auf die Position der Pilotin und debütierte am 15. Dezember 2018 in Königssee im Bob-Europacup als Pilotin. Gemeinsam mit ihrer Anschieberin Anina Bruggisser belegte sie auf der Kunsteisbahn Königssee den siebzehnten Platz. Einen Tag später belegte sie beim zweiten Wettbewerb am Königssee gemeinsam mit Sarina Zolliker den siebzehnten Platz. In Winterberg konnte sie am 5. und 6. Dezember bei den beiden Wettbewerben gemeinsam mit Anina Bruggisser mit dem achten bzw. siebten Platz jeweils einen Top-Ten-Platz erreichen. Am Ende der Saison belegte sie in der Gesamtwertung des Europacups mit 380 Punkten den siebten Platz. Am 2. Februar ging sie gemeinsam mit Irina Strebel bei den Juniorenweltmeisterschaften an den Start und belegte dabei in der normalen Wertung den zwölften und in der U23-Wertung den fünften Platz.
Zur Saison 2019/20 verstärkte Jasmin Näf, welche sich selbst schon als Pilotin versucht hatte, das Team von Melanie Hasler. In der Saison 2017/18 waren Jasmin Näf und Melanie Hasler bereits gemeinsam bei Wettbewerben angetreten, nur in umgekehrter Formation. Zudem gehört Janine Hottinger zum Bobteam Hasler. Beim ersten Europacup der Saison 2019/20 belegte Melanie Hasler gemeinsam mit Jasmin Näf am 23. November 2019 in Lillehammer den vierten Platz. Nachdem die beiden am 18. Januar beim ersten Rennen in Sigulda den fünften Platz belegt hatten, erreichten sie am 19. Dezember beim zweiten Wettbewerb in Sigulda hinter dem rumänischen Bob von Andreea Grecu und vor dem Bob der Deutschen Anne Lobenstein den zweiten Platz. Bei der Junioreneuropameisterschaft, welche beim Europacup in Innsbruck ausgetragen wurde, gewannen sie in der U23-Wertung hinter dem Bob der Deutschen Kim Kalicki und hinter dem russischen Bob von Anastassija Makarowa die Bronzemedaille.
Nach dem Gewinn der Bronzemedaille nahm Melanie Hasler gemeinsam mit Jasmin Näf in Winterberg an den Bob-Juniorenweltmeisterschaften teil, und die beiden belegten in der Veltins-Eisarena in der «normalen» Wertung den 13. Platz. In der U23-Wertung belegten sie den fünften Platz und verpassten damit knapp eine Medaille. Eine Woche später durfte Melanie Hasler ihr Debüt im Bob-Weltcup geben. Gemeinsam mit Jasmin Näf, die bereits einmal im Jahr 2017 im Weltcup als Anschieberin aktiv gewesen war, ging sie in Sigulda an den Start und belegte bei ihrem Debüt den zwölften und letzten Platz. Gleichzeitig mit dem Weltcup in Sigulda wurde Race-in-Race auch die Bob-Europameisterschaft ausgetragen, und in dieser Wertung belegten sie den elften Platz. Durch ihre Saisonergebnisse qualifizierte sie sich zum ersten Mal in ihrer Karriere für die Bob- und Skeleton-Weltmeisterschaften und ging in Altenberg bei den Bob- und Skeleton-Weltmeisterschaften 2020 gemeinsam mit Jasmin Näf an den Start; die beiden belegten auf dem ENSO-Eiskanal den 15. Platz.